# Commandement opérationnel est
Le commandement opérationnel est (en ukrainien : Оперативне командування «Схід», abrégé en ОК Схід ; numéro d'unité militaire А1314) est une formation des Forces terrestres ukrainiennes dans l'est de l'Ukraine. Son siège est actuellement situé à Dnipro.
Il dirige les unités de l'armée de Terre situées dans les oblasts de Donetsk, de Louhansk, de Dnipropetrovsk, de Zaporijjia et de Kharkiv.

## Historique
Lorsque l'Ukraine obtient son indépendance vis-à-vis de l'Union soviétique en 1992, elle hérite des trois districts militaires soviétiques qui se partageaient son territoire. Il s'agit des district militaire de Kiev, district militaire d'Odessa et du district militaire des Carpates. En janvier 1998, le commandement opérationnel méridional est créé à partir du district militaire d'Odessa et de la partie orientale du district militaire de Kiev.
En 2005, l'Association opérationnelle du Sud est créée à partir du commandement opérationnel du Sud. En octobre 2013, le commandement opérationnel sud est créé à partir l'Association opérationnelle du Sud.
En janvier 2015, à cause de la guerre du Donbass, le commandement opérationnel est créé et reçoit la responsabilité des forces basées dans les oblasts de Donetsk, de Louhansk, de Kharkiv, de Dnipropetrovsk et de Zaporijjia. Ces zones étaient auparavant contrôlées par le commandement opérationnel du Sud.

## Composition

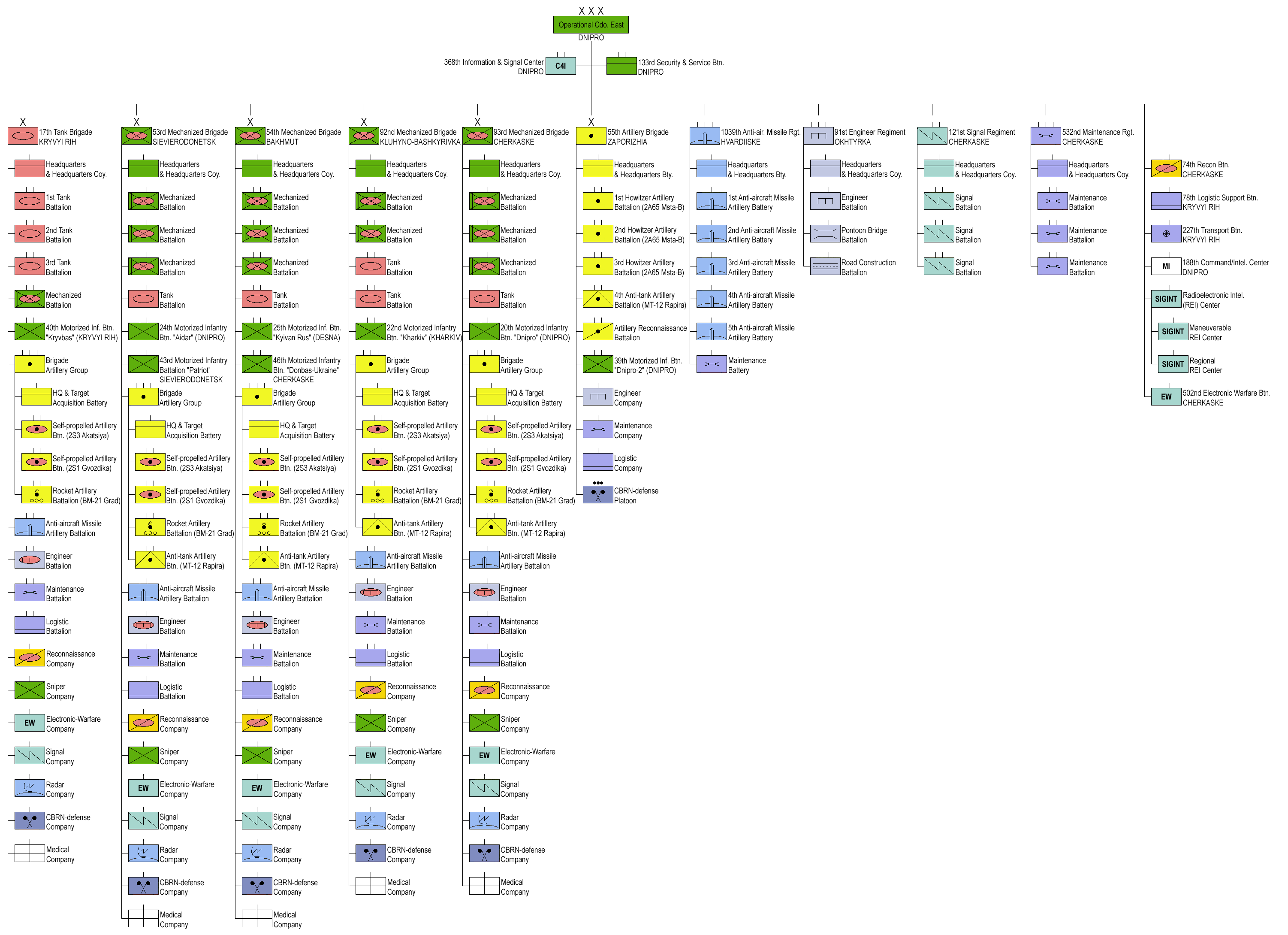
Structure en 2017.

- Commandement opérationnel est, à Dnipro :
  -  Unités d'administration et de commandement :
    - 188e centre de commandement et de renseignement (A2129), à Dnipro ;
    - 133e bataillon de sécurité et de service (A3750), à Dnipro ;
    - 57e régiment de communications et de gestion (A3297), à Dnipro ;
    -  368e centre d'information et de télécommunication (A2326), à Dnipro ;

  - Unités de combats :
    -  17e brigade de chars (A3283), à Kryvyï Rih ;
    -  23e brigade mécanisée[4](A4741) à Pokrovsk ;
    -  43e brigade mécanisée, (A4698), Dnipro ;
    -  53e brigade mécanisée, (B0927) à Sievierodonetsk et (A0536) à Lyssytchansk ;
      -  24e bataillon d'assaut « Aidar » (A3488), Kolomya ;
      -  43e bataillon d'infanterie motorisé « Patriote » (uk) (B0829), à Lyssytchansk ;

    -  54e brigade mécanisée (A0693), à Bakhmout ;
      -  25e bataillon d'infanterie motorisé « Rus' de Kiev » (uk) (A2457), à Bakhmout ;
      -  46e bataillon d'assaut « Donbass » (uk) (A3220), à Tcherkaske ;
      -  3e bataillon blindé autonome « Millepertuis » (uk) (B1252), à Desna ;

    -  92e brigade mécanisée (А0501), à Kluhyno-Bashkyrivka (uk) ;
      -  22e bataillon d'infanterie motorisé « Kharkiv » (A1939) ;

    -  93e brigade mécanisée (А1302), à Tcherkaske ;
      -  20e bataillon d'infanterie motorisé « Dnipropetrovsk » (uk) (A1759), à Tcherkaske ;
      -  49e bataillon de fusiliers « Sich des Carpates » (uk) ;

    -  142e brigade d'infanterie (A4820)[5],
    -  151e brigade mécanisée (A4941), Dnirpo ;
    -  47e brigade d'artillerie (А7113), à Kharkiv ;
    -  55e brigade d'artillerie « Sitch zaporogue » (А1978), à Zaporijjia ;
    -  107e brigade de lance-roquettes ;
    -  1039e régiment de missiles antiaériens (uk) (A1964), à Hvardiiske ;
    -  74e bataillon de reconnaissance (uk) (А1035), à Tcherkaske ;
    -  129e bataillon de reconnaissance (uk), à Nikolske ;
    -  425e bataillon d'assaut « Skala », à Dnipro ;

  - unités de soutien :
    -  121e Régiment de transmissions (uk) (A1214), à Tcherkaske ;
    -  91e régiment de soutien opérationnel (uk) (А0563), à Okhtyrka ;
    -  532e régiment de maintenance (uk) (A3336), à Tcherkaske ;
    -  502e bataillon de guerre électronique (uk) (A1828), à Tcherkaske ;
    -  78e bataillon de soutien logistique (uk) (B4756), à Kryvyï Rih ;
    -  227e bataillon de transport (uk) (А1823), à Kryvyi Rih.
    - 461e bataillon de mitrailleuses antiaériennes
    - 502e bataillon de guerre électrique
    - 633e brigade de mitrailleuses antiaériennes

## Commandants
- depuis 2021 : major-général Oleg Mikats.
- 2019-2021 : général Oleksandre Nesterenko.
- 2017-2019 : général Oleksandre Krasnouk.
- 2015-2017 : général Sergueï Ivanovitch Naev.